# عبد الحميد علي الغفري
عبد الحميد علي أحمد محمد صالح قايد صلاح العسيكري الغفري الجشسمي الهمداني هو شاعر وكاتب يمني. ولد عام 1966 في مدينة صنعاء، وتلقى تعليمه هناك. التحق بكلية الشرطة، وجامعة صنعاء كلية الشريعة والقانون. وهو عضو في نقابة وجمعية الشعراء الشعبيين اليمنيين. صدرت ونشرت له العديد من الكتابات والمقالات الأدبية في الصحف اليمنية. له ستة دواوين شعرية.